# FK Rudar Ugljevik
FK Rudar Ugljevik (serb. cyr. ФК Рудар Угљевик, bośn. FK Rudar Ugljevik) – bośniacki klub piłkarski, mający siedzibę w mieście Ugljevik w Republice Serbskiej, w północno-wschodniej części kraju, grający w latach 2002–2005 w Premijer lidze BiH.

## Historia
Chronologia nazw:
- 1925: Rudar Ugljevik (serb. cyr. Рудар Угљевик)

Klub piłkarski Rudar został założony w Ugljeviku w 1925 roku. Niewiele wiadomo o początkach klubu, ale przypuszcza się, że założyli go młodzi pasjonaci piłki nożnej, zatrudnieni w otwartej w 1899 r. kopalni węgla w Ugljeviku. Pierwsze mistrzostwa Jugosłowiańskiego Związku Piłki Nożnej rozpoczęły się dopiero w 1923 roku. Zespół walczył w rozgrywkach prowincji o awans do rozgrywek finałowych o mistrzostwo Królestwa Serbów, Chorwatów i Słoweńców (nazwa państwa 3 października 1929 została zmieniona na "Królestwo Jugosławii"), ale nigdy nie zakwalifikował się do finałów.
Po zakończeniu II wojny światowej 29 listopada 1945 nowy parlament proklamował powstanie Federacyjnej Ludowej Republiki Jugosławii (FLRJ) (na mocy konstytucji z 1963 r. zmieniono nazwę kraju na Socjalistyczną Federacyjną Republikę Jugosławii - SFRJ). Od 1945 rozpoczęto rozgrywać mistrzostwa nowej Jugosławii. Klub nie odgrywał znaczącej roli w mistrzostwach Jugosławii i występował w niższych ligach miejskich lub regionalnych. W sezonie 1959/60 zespół zajął 8.miejsce w Podsaveznej lidze Brčko (D4). W latach 80. XX wieku klub przeniósł się z miejscowości Stari Ugljevik, wraz z większością miejscowych, do nowo wybudowanej osady Ugljevik (która również stała się centrum gminy). Przeniesienie prawie całego miasta nastąpiło w związku z wywłaszczeniem gruntów na potrzeby kopalni i elektrociepłowni Ugljevik.
Kiedy w 1992 roku wybuchła wojna w Jugosławii klub nie rozgrywał oficjalnych gier aż do 1995 roku. Po zakończeniu wojny klub startował w drugiej lidze Republiki Serbskiej (D2), wygrywając rozgrywki w grupie Bijeljina i zdobywając awans do pierwszej ligi Republiki Serbskiej. W debiutowym sezonie na najwyższym poziomie zwyciężył w grupie wschodniej, a potem w finale wygrał 2:0, 0:1 z Sloga Trn i został mistrzem Republiki Serbskiej. W następnym sezonie 1997/98 znów zdobył mistrzostwo. W sezonie 2001/02 zajął 6.miejsce w pierwszej ligi, która po porozumieniu ze Związkiem Piłki Nożnej Bośni i Hercegowiny została zapleczem bośniackiej Premijer Lidze (wraz z pierwszą ligą Bośni i Hercegowiny). Sześć pierwszych drużyn z ligi serbskiej awansowało do Premijer Ligi. W sezonie 2002/03 zajął 12. miejsce w Premijer Lidze BiH, w 2004 awansował na dziewiątą pozycję, a po zakończeniu sezonu 2004/05 spadł do pierwszej ligi Republiki Serbskiej (D2). W sezonie 2007/08 został sklasyfikowany na 15.pozycji i spadł do drugiej ligi serbskiej. W 2011 wrócił do pierwszej ligi, ale w 2014 znów spadł do drugiej ligi serbskiej. Po dwóch sezonach został zdegradowany do Regionalnej ligi Republike Srpske - Istok (D4).

## Barwy klubowe, strój, herb, hymn
|  |  |

Klub ma barwy czarno-zielone. Piłkarze domowe spotkania zazwyczaj grają w pasiasto pionowo czarno-zielonych koszulkach, czarnych spodenkach oraz czarnych getrach.

## Sukcesy

### Trofea międzynarodowe
Do chwili obecnej klub jeszcze nigdy nie zakwalifikował się do rozgrywek europejskich.

### Trofea krajowe
Bośnia i Hercegowina
| \| \| Zdobyte trofea w rozgrywkach Bośni i Hercegowiny (stan na: 31-05-2021) \| |                                                                        |      |                           |
| Rozgrywki                                                                       | Osiągnięcie                                                            | Razy | Sezon(y)                  |
| Mistrzostwo                                                                     | I miejsce                                                              | 0    |                           |
| Mistrzostwo                                                                     | II miejsce                                                             | 0    |                           |
| Mistrzostwo                                                                     | III miejsce                                                            | 0    |                           |
| Mistrzostwo                                                                     | 9.miejsce                                                              | 1    | 2003/04                   |
| Puchar                                                                          | zdobywca                                                               | 0    |                           |
| Puchar                                                                          | finalista                                                              | 0    |                           |
| Puchar                                                                          | 1/8 finału                                                             | 3    | 2002/03, 2003/04, 2005/06 |
| II liga                                                                         | I miejsce                                                              | 0    |                           |
| II liga                                                                         | II miejsce                                                             | 0    |                           |
| II liga                                                                         | III miejsce                                                            | 1    | 2006/07 (grupa Istok)     |
| Bośnia i Hercegowina                                                            | Zdobyte trofea w rozgrywkach Bośni i Hercegowiny (stan na: 31-05-2021) |      |                           |

- Druga liga Republike Srpske (III poziom):
  - mistrz (1): 2010/11 (Istok)

- Mistrzostwa Republiki Serbskiej:
  - mistrz (2): 1996/97, 1997/98
  - wicemistrz (2): 1998/99, 1999/00
  - 3.miejsce (2): 2000/01, 2006/07

- Puchar Republiki Serbskiej:
  - zdobywca (2): 1997/98, 1998/99

Jugosławia
| \| \| Zdobyte trofea w rozgrywkach Jugosławii (stan na: 31-05-1991) \| |                                                               |      |          |
| Rozgrywki                                                              | Osiągnięcie                                                   | Razy | Sezon(y) |
| Mistrzostwo                                                            | I miejsce                                                     | 0    |          |
| Mistrzostwo                                                            | II miejsce                                                    | 0    |          |
| Mistrzostwo                                                            | III miejsce                                                   | 0    |          |
| Puchar                                                                 | zdobywca                                                      | 0    |          |
| Puchar                                                                 | finalista                                                     | 0    |          |
| II liga                                                                | I miejsce                                                     | 0    |          |
| II liga                                                                | II miejsce                                                    | 0    |          |
| II liga                                                                | III miejsce                                                   | 0    |          |
|                                                                        | Zdobyte trofea w rozgrywkach Jugosławii (stan na: 31-05-1991) |      |          |

## Poszczególne sezony

### Rozgrywki międzynarodowe

#### Europejskie puchary
Nie uczestniczył w rozgrywkach europejskich.

### Rozgrywki krajowe
Bośnia i Hercegowina
| \| Bośnia i Hercegowina \| Bilans występów klubu w rozgrywkach piłkarskich Bośni i Hercegowiny (Stan na 31 maja 2021 r.) \| \| |                                                                                               |        |       |   |   |   |    |    |     |                               |        |        |      |
| Poziom | Rozgrywki                                                                                     | Sezony | Mecze | Z | R | P | B+ | B– | Pkt | Lata                          | Awanse | Spadki | Naj. |
| I | Premijer liga (do 2002-Prva liga RS)                                                          | 9      |       |   |   |   |    |    |     | 1996–2002, 2002–2005          | 0      | 1      | 9    |
| II | Prva liga Republike Srpske (do 2002-Druga liga RS)                                            | 7      |       |   |   |   |    |    |     | 1995/96, 2005–2008, 2011–2014 | 1      | 2      | 1    |
| III | Druga liga Republike Srpske                                                                   | 5      |       |   |   |   |    |    |     | 2008–2011, 2014–2016          | 1      | 1      | 1    |
| IV | Regionalna liga Republike Srpske                                                              | 5      |       |   |   |   |    |    |     | od 2016                       | 0      | 0      | ?    |
| | Puchar Bośni i Hercegowiny                                                                    | 7      |       |   |   |   |    |    |     | od 2001                       | 0      | 0      | 1/8  |
| Bośnia i Hercegowina | Bilans występów klubu w rozgrywkach piłkarskich Bośni i Hercegowiny (Stan na 31 maja 2021 r.) |        |       |   |   |   |    |    |     |                               |        |        |      |

Jugosławia
| \| \| Bilans występów klubu w rozgrywkach piłkarskich Jugosławii (Stan na 31 maja 1991 r.) \| |                                                                                      |        |       |   |   |   |    |    |     |      |        |        |      |
| Poziom                                                                                        | Rozgrywki                                                                            | Sezony | Mecze | Z | R | P | B+ | B– | Pkt | Lata | Awanse | Spadki | Naj. |
| I                                                                                             | Prva savezna ligа                                                                    | 0      |       |   |   |   |    |    |     |      | 0      | 0      |      |
| II                                                                                            | Druga savezna ligа                                                                   | 0      |       |   |   |   |    |    |     |      | 0      | 0      |      |
| III                                                                                           | Republička liga NR Bosne i Hercegovine                                               | 0      |       |   |   |   |    |    |     |      | 0      | 0      |      |
|                                                                                               | Puchar Jugosławii                                                                    | 0      |       |   |   |   |    |    |     |      | 0      | 0      |      |
|                                                                                               | Bilans występów klubu w rozgrywkach piłkarskich Jugosławii (Stan na 31 maja 1991 r.) |        |       |   |   |   |    |    |     |      |        |        |      |

## Struktura klubu

### Stadion
Klub piłkarski rozgrywa swoje mecze domowe na Gradskim stadionie w Ugljeviku, który może pomieścić 5.000 widzów. Wcześniej do lat 90. XX wieku grał na popularnym "Rudarevo".

## Kibice i rywalizacja z innymi klubami

### Derby
- FK Jedinstvo Brčko
- FK Modriča Maxima
- FK Radnik Bijeljina
- FK Sloboda Tuzla